# Autostrada A620 (Niemcy)
Autostrada A620 (niem. Bundesautobahn 620 (BAB 620) także Autobahn 620 (A620)) – autostrada w Niemczech przebiegająca z północnego zachodu na południowy wschód, łącząca autostradę A8 z autostradą A6 tworząc jednocześnie południowe obwodnice miast Saarlouis, Völklingen i Saarbrücken w Saarze.

## Odcinki międzynarodowe
Droga na całej długości jest częścią trasy europejskiej E29.